# Mathilde Sellenati
Mathilde Sellenati (* 31. März 1834 in Kellerberg, Weißenstein; † 17. Februar 1911 in Mauthen) war eine österreichische Porträt- und Landschaftsmalerin.

## Leben und Wirken
Geboren als Mathilde Martens, Tochter von Ludwig Wilhelm Martens, heiratete sie am 20. Mai 1855 in Villach den Prokuristen und Fabriksleiter Johann Sellenati, gebar in der Ehe vier Kinder, von denen eines starb, darunter den zukünftigen Maler Hans Sellenati. Die Ehe wurde 1873 geschieden, die Kinder blieben bei ihr. Sie heiratete in zweiter Ehe einen Herrn Morocutti, der jedoch kurze Zeit später verstarb. 1876 übersiedelte Sellenati mit ihren drei Kindern nach Wien, wo sie als Restauratorin in der Esterházyschen Familiengalerie tätig war. Ab 1894 wohnte sie bei ihrer Tochter, der Lehrerin Friederike Sellenati, in Mauthen im Gailtal.
Evangelisch geboren, wurde sie dann konfessionslos, endlich Angehörige der Glaubensgemeinschaft der Swedenborgianer. Ihr Vater hatte in seiner Jugend an der Accademia di Belle Arti in Venedig studiert, blieb jedoch Amateur. Sie besuchte in Düsseldorf einen privaten Zeichenunterricht. Dank der Unterstützung und Beratung ihres Sohnes Hans wurde sie Porträt- und Landschaftsmalerin. Sie signierte ihre Werke meistens mit ihrem Mädchennamen.
Mathilde Sellenati war eine unkonventionelle, emanzipierte Frau. Sie veröffentlichte im November 1856 in Villach den „Aufruf an die P. T. Frauen Villachs!“ und versuchte einen Frauenverein zu gründen.
Ihr Sohn Hans Sellenati war ebenfalls Künstler und wurde Vorreiter des Skisports.